# Goniobranchus fidelis
Espèce
Synonymes
- Chromodoris fidelis

Goniobranchus fidelis, ou goniobranche fidèle, est une espèce de nudibranche du genre Goniobranchus.

## Description
Le goniobranche fidèle peut mesurer plus de 25 mm.
Le corps de cet animal peut être décrit en deux parties distinctes, le pied et le manteau.
Le pied est étiré et quasiment recouvert par les bords du large manteau, il est de teinte crème.
La livrée du manteau est marquée par une zone blanc-crème aux bords festonnés. Toute, la relativement large, bordure du manteau est dans les tons orange à rouge, un léger à épais liseré bordeaux délimite les deux zones colorées.
Les rhinophores sont lamellés, contractiles et de teinte grise dont l'intensité varie d'un individu à l'autre avec l'extrémité plus claire.
Le panache branchiale est de la même teinte que les rhinophores mais par contre il est rétractile.

## Distribution & habitat
Cette espèce se rencontre dans la zone tropicale Indo/Ouest-Pacifique, Mer Rouge incluse.
Son habitat est la zone récifale externe, sur les sommets ou sur les pentes jusqu'à la zone des 20 m de profondeur avec une préférence pour les coraux morts.

## Éthologie
Ce nudibranche est benthique et diurne, se déplace à vue sans crainte d'être pris pour une proie de par la présence de glandes défensives réparties dans les tissus du corps.

## Alimentation
Goniobranchus fidelis se nourrit principalement, d'après les observations actuelles, d'éponges.